# Assen

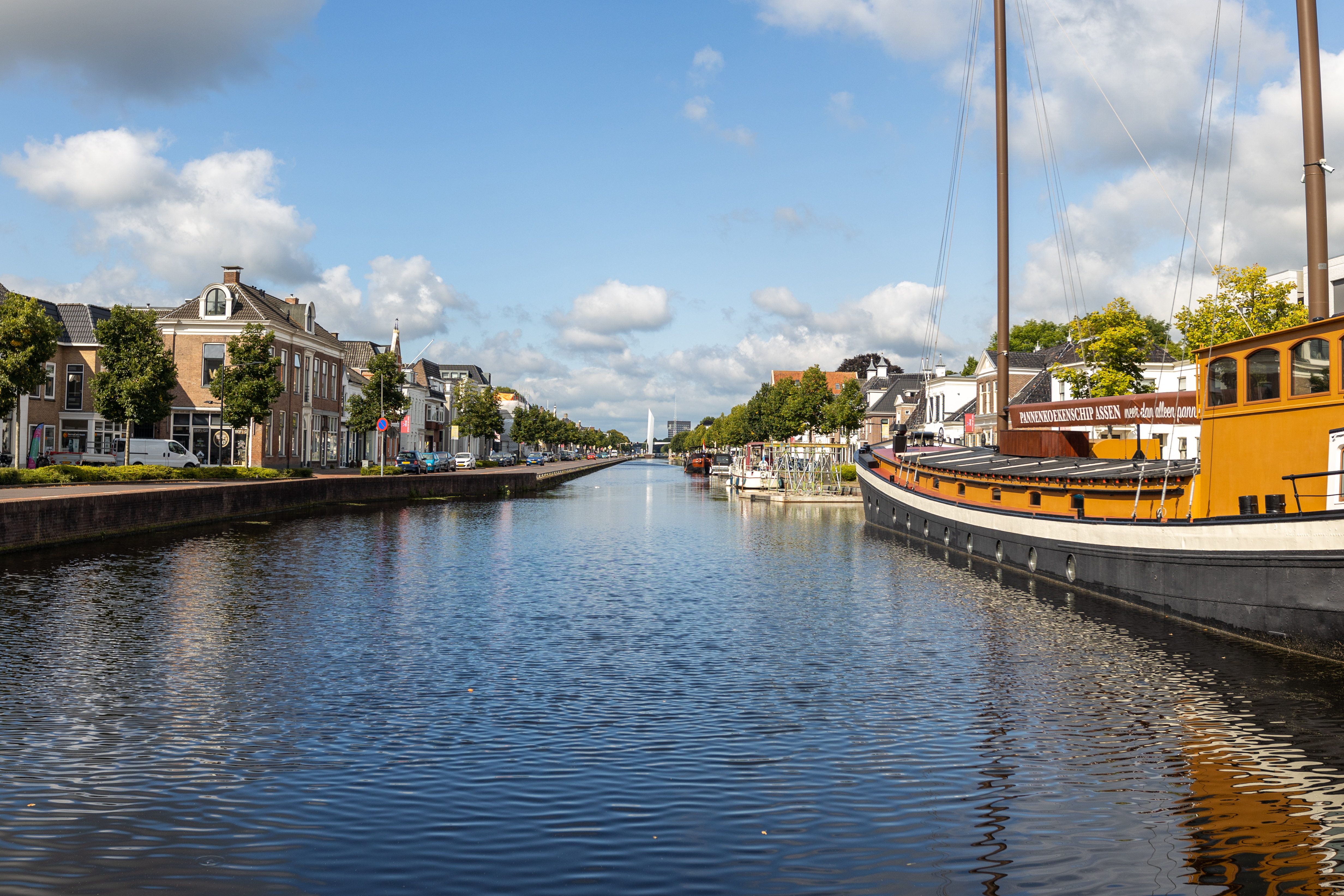
De Vaart

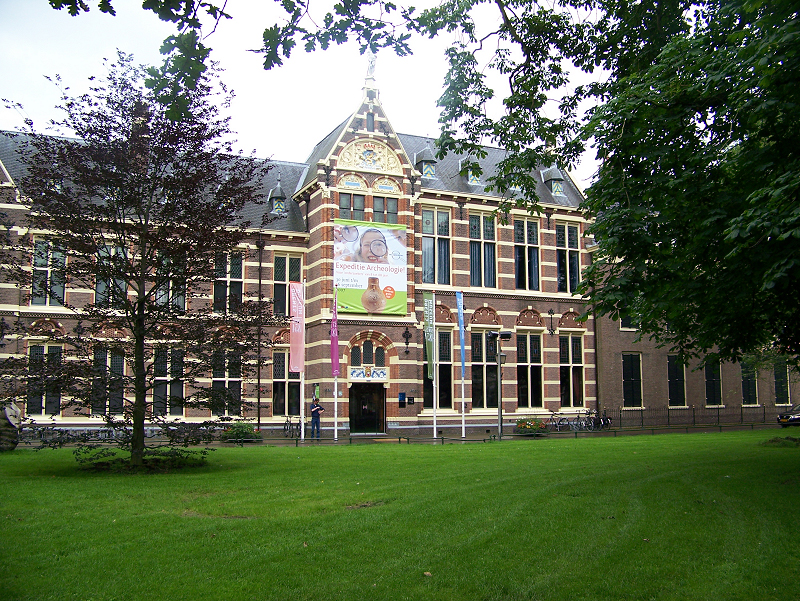
Drents Museum

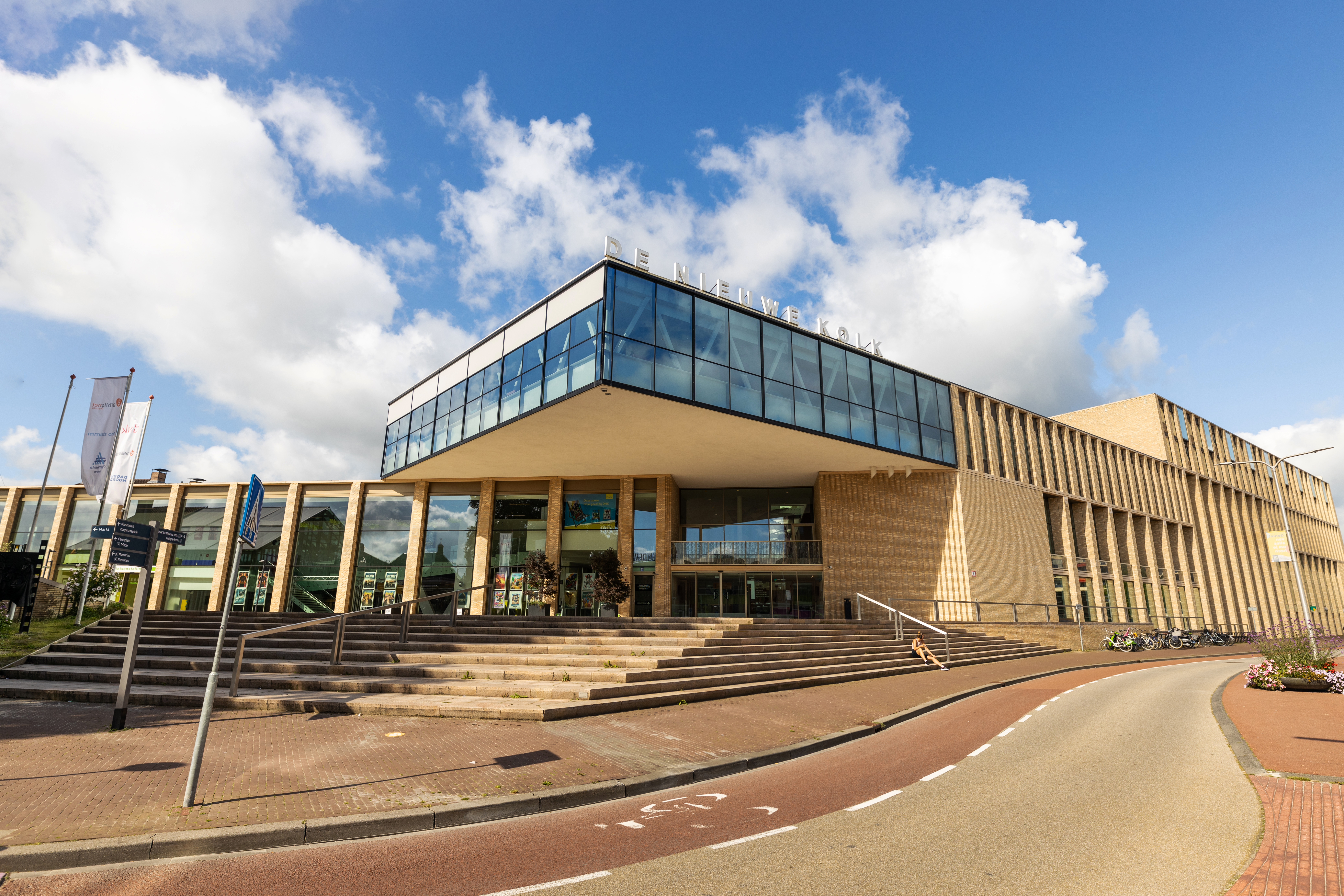
DNK in Assen

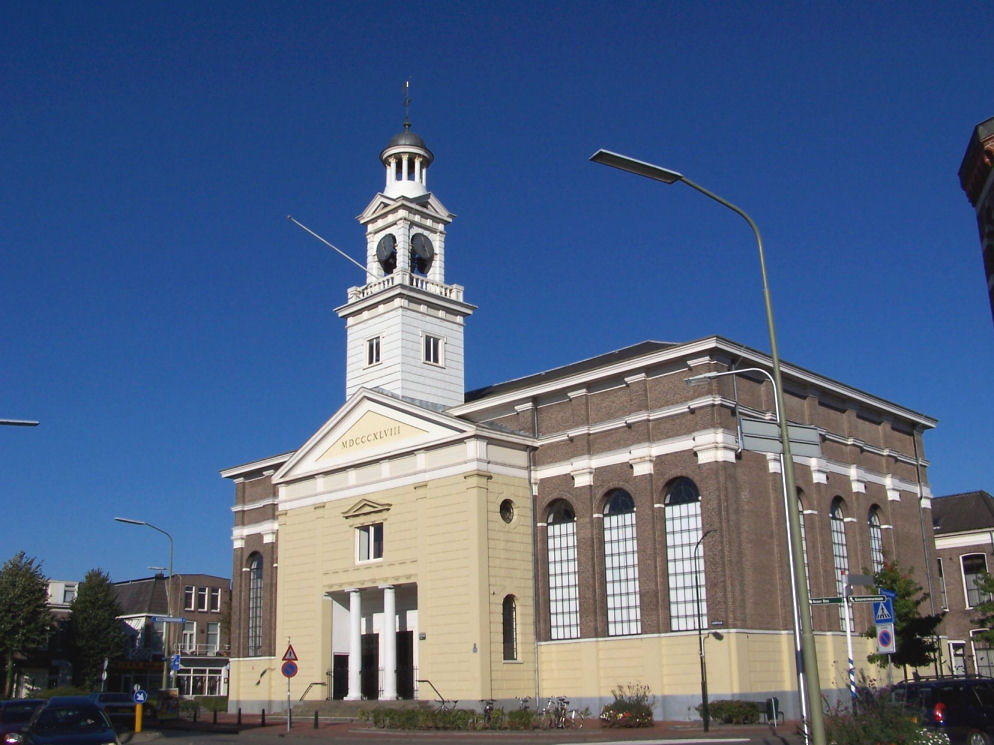
Jozefkerk

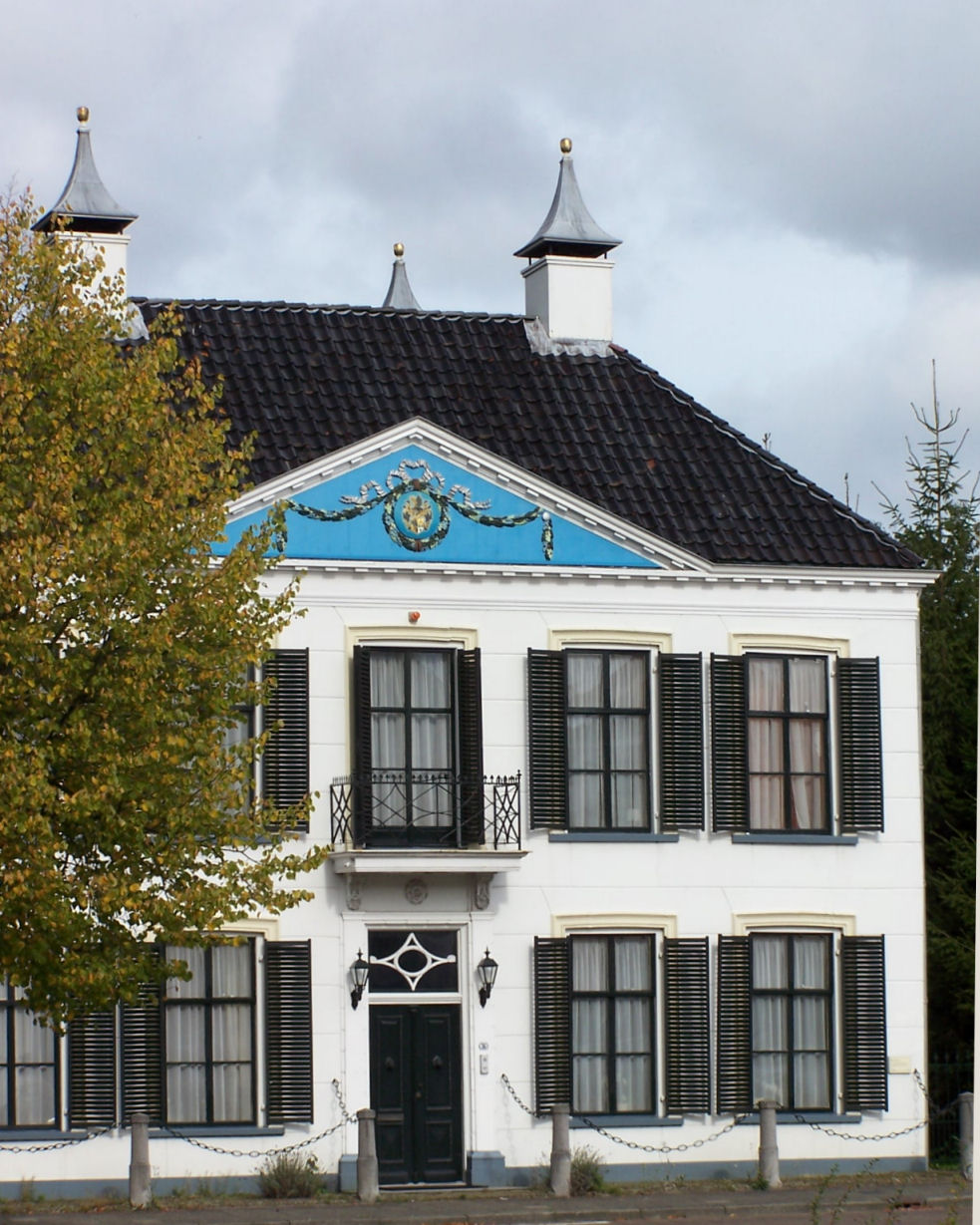
Witte Huis

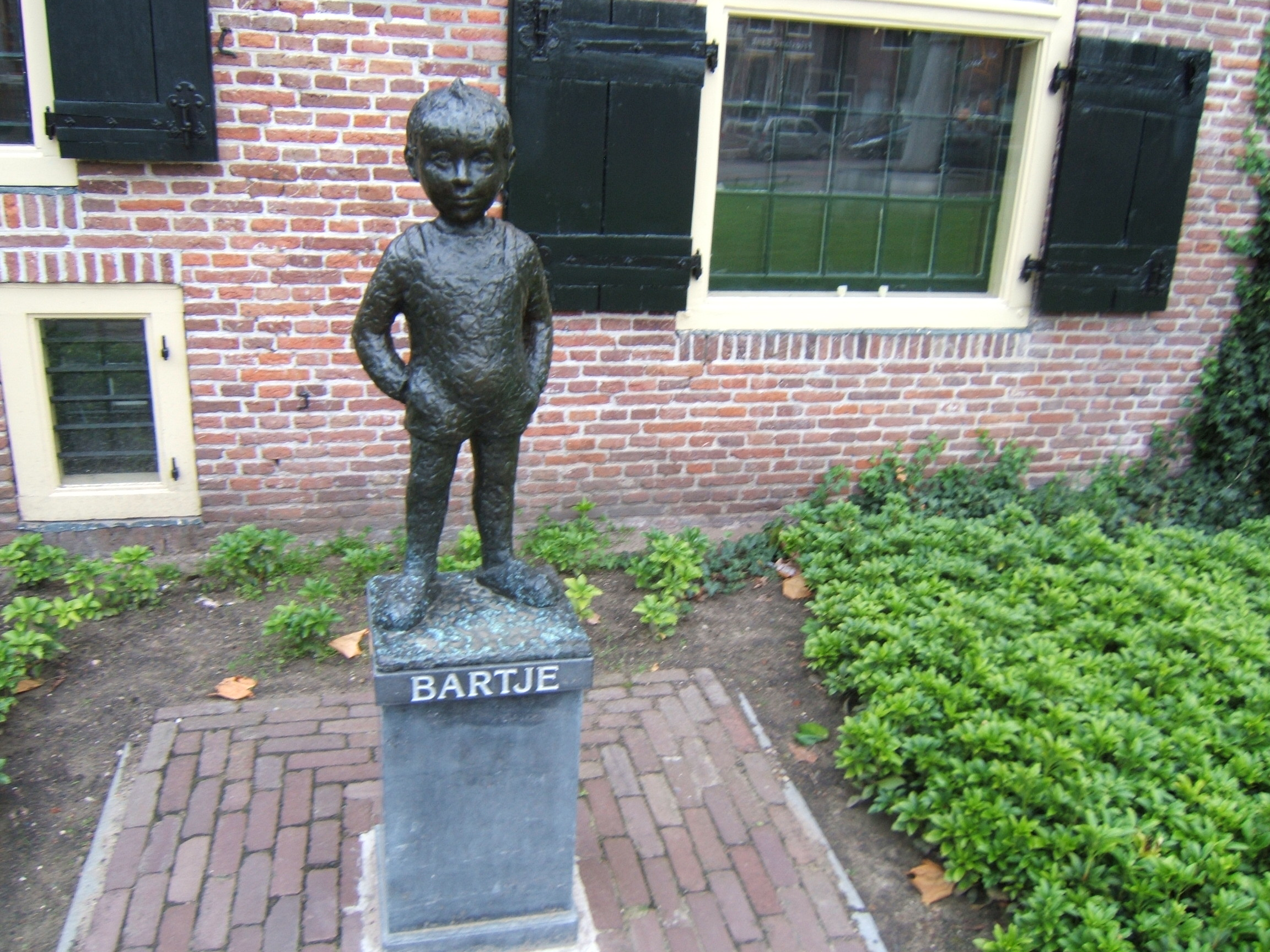
Bronzen replica van het beeld van Bartje. Het originele beeld staat in het Drents Archief.

Assen (uitspraakⓘ; Drents: Assen (uitspraak: Ass'n)) is een gemeente en stad in het noorden van de Nederlandse provincie Drenthe, waarvan het de hoofdstad is.
De gemeente telt 69.701 inwoners en heeft een totale oppervlakte van 83,45 km², waarvan 81,89 km² land en 1,56 km² water (22 november 2024, Bron: CBS). Een inwoner van Assen wordt een Assenaar genoemd. Assen is onderdeel van het samenwerkingsverband regio Groningen-Assen.

## Geschiedenis
In 1259 werd het nonnenklooster Maria in Campis of Mariënkamp verplaatst van Coevorden naar een dekzandrug op de plek waar nu het centrum van Assen ligt. Het grootste deel van de toen gegraven singels is later gedempt, maar de huidige straatnamen (Gedempte Singel, Noordersingel, Oostersingel en Zuidersingel) herinneren er nog aan. Het klooster werd in 1602 opgeheven, waarna het hoofdgebouw in gebruik werd genomen als vergaderplaats voor onder meer het College van Gedeputeerden. Later in de 17e eeuw ontstond er een echte nederzetting binnen de singels, ongeveer een cirkel met een diameter van 300 meter. Pas laat in de 18e eeuw werd Assen uitgebreid tot buiten dit gebied. Het voorheen vrij onaanzienlijke Assen werd pas rond die tijd een aantrekkelijke woonplaats voor de welgestelden in de provincie. Voorbeelden van opmerkelijke woonhuizen zijn Huize Overcingel en het Witte Huis.
In opdracht van Lodewijk Napoleon, die Assen als zomerresidentie koos, werd het in 1807 een zelfstandige gemeente en in 1809 een stad. Daarmee is het een van de jongste steden met stadsrechten in Nederland. Het grootse stedenbouwkundige plan dat hij liet maken door de Italiaanse architect Carlo Giovanni Francesco Giudici bleef nagenoeg onuitgevoerd. In 1814 werd Assen hoofdstad van Drenthe. De plaats telde in 1840 3.613 inwoners, wat opliep tot 5.948 in het jaar 1900. Na 1900 is de ontwikkeling van Assen in een stroomversnelling geraakt. In de periode voor de Tweede Wereldoorlog groeide de werkgelegenheid en daarmee het inwonertal tot ongeveer 22.000 mensen in 1940. Na de Tweede Wereldoorlog werd een aantal grote woonwijken gebouwd. Assen heeft negen woonwijken, die soms weer zijn opgedeeld in buurten. Het oudste is het centrum, waarna “over het spoor” Assen-Oost werd gebouwd, dat in de volksmond Vredeveld wordt genoemd. Deze wijk is vanuit het verleden op te splitsen in verschillende buurten, zoals het Rode, Blauwe en Witte dorp, de Schildersbuurt, Amelterhout en de villawijken Sluisdennen, Vreebergen en Houtlaan. In Assen-Oost wordt een nieuwe woonbuurt ingericht, Park Diepstroeten, op het voormalige terrein van de stichting Hendrik van Boeijenoord.
De tweede uitbreiding in Assen zijn de wijken de Lariks en Noorderpark, vervolgens werden Vredeveld en Noorderpark vergroot en werd de wijk Pittelo gebouwd. Begin jaren 70 kwam de wijk Assen-West tot stand; deze bestaat uit de buurten Baggelhuizen, Kortbossen en Westerpark. In de jaren 80 en 90 werden Peelo en Marsdijk gebouwd. In 1997 volgde Kloosterveen, vernoemd naar een oude buurtschap, waar ruim 11.000 mensen wonen (2021). De wijk is opgedeeld in 15 woonbuurten met diverse woonstijlen. In het hart van de wijk werd in 2010 het winkelcentrum 'Kloosterveste' geopend.

## Geografie

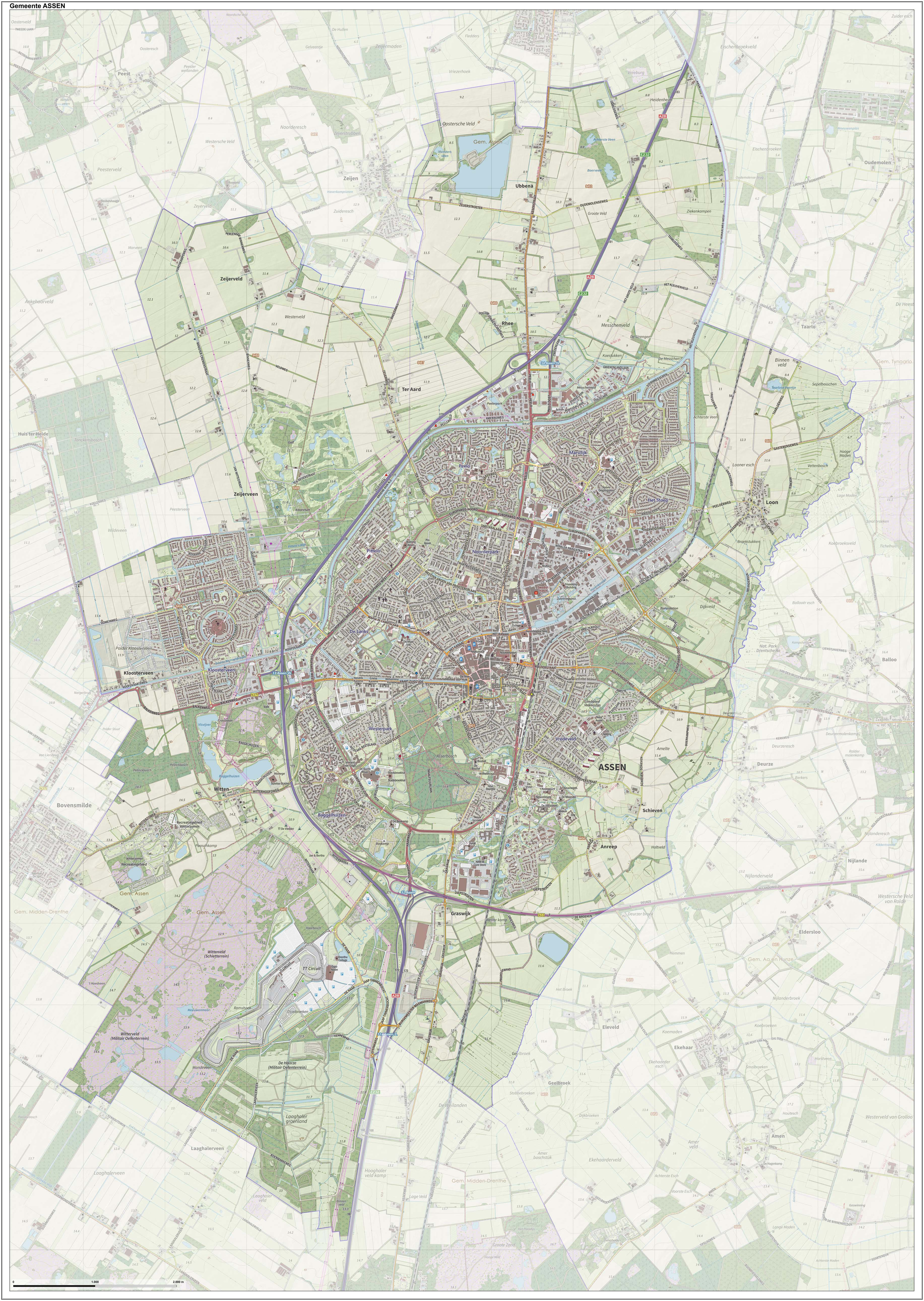
Topografisch kaartbeeld van de gemeente Assen

De stad Assen ligt in een esdorpenlandschap. De gemeente omvat behalve de stad Assen, de dorpen Witten, Loon, Rhee, Ter Aard, Ubbena, een gedeelte van Vries, Zeijerveen en Zeijerveld. Daarnaast horen de buurtschappen Anreep, De Haar, Schieven en Graswijk bij de gemeente Assen.

### Stadsdelen
De wijken/stadsdelen met inwonersaantal per januari 2021
- Assen-Centrum (6.712)
- Assen-Oost (9.213)
- Lariks (5.626)
- Noorderpark (8.158)
- Pittelo (3.584)
- Assen-West (4.498) (waaronder Baggelhuizen)
- Peelo (6.490)
- Marsdijk (11.943)
- Kloosterveen (11.435)

Totaal stad Assen: 67 659 
Het buitengebied bestaat uit de dorpen en buurtschappen rondom Assen.
- Buitengebied (1.176)

### Dorpen
- Loon (268)
- Ubbena (174)
- Rhee (41)
- Ter Aard (103)
- Zeijerveld (100)
- Witten (189)
- Graswijk (83)
- Anreep-Schieven (135)

## Bevolkingsontwikkeling
- 1840 - 3.613 inwoners
- 1900 - 11.191 inwoners, waarvan 5.948 in het dorp Assen.
- 1909 - 12.926 inwoners
- 1920 - 16.767 inwoners
- 1930 - 17.656 inwoners
- 1960 - 28.918 inwoners
- 1970 - 38.956 inwoners
- 1980 - 45.036 inwoners
- 1990 - 49.650 inwoners
- 2000 - 58.445 inwoners
- 2010 - 66.857 inwoners
- 2020 - 68 606 inwoners[4]

Bron: CBS

## Economie
Assen telt een aantal bedrijventerreinen, waaronder Messchenveld, Peelerpark, Schepersmaat en Stadsbedrijvenpark (Marsdijk).

## Cultuur en toerisme

### Gebouwen
Aan de veelhoekige Brink, voorheen de voorhof van het klooster, staan enkele belangrijke gebouwen, zoals het voormalige Gouvernementsgebouw (nu Drents Museum), het Drents Archief en de Abdijkerk.
Iets noordelijker staat het grote neoclassicistische Paleis van Justitie, met als opschrift: Sine justitia nulla libertas (Zonder gerechtigheid geen vrijheid). In 1892 werd langs de Vaart de Johan Willem Frisokazerne gebouwd, die nog steeds in gebruik is.
Andere bijzondere gebouwen zijn:
- Overcingel, een 18e-eeuws landgoed
- Jozefkerk in neoclassicistische stijl
- Huis van bewaring uit 1840

In 2012 werd het cultureel centrum De Nieuwe Kolk geopend door prinses Margriet. Dit gebouw bevat onder andere vijf bioscoopzalen, theaterzalen, de openbare bibliotheek, een appartementencomplex en een ondergrondse parkeergarage.

### Monumenten
Verschillende delen van Assen zijn een beschermd stadsgezicht: Brink, een uitbreiding daarop, Markt en nog verdere uitbreiding. Verder zijn er in de stad en gemeente meer dan honderd rijksmonumenten, gemeentelijke monumenten en een aantal oorlogsmonumenten, zie:
- Lijst van rijksmonumenten in Assen (plaats)
- Lijst van rijksmonumenten in Assen (gemeente)
- Lijst van provinciale monumenten in Drenthe, waarvan 28 in Assen (gemeente)
- Lijst van gemeentelijke monumenten in Assen (gemeente)
- Lijst van gemeentelijke monumenten in Assen (plaats)
- Lijst van oorlogsmonumenten in Assen

Ook worden er struikelstenen geplaatst, keisteentjes van 10 × 10 cm met een messing plaatje waarop de naam en andere gegevens van oorlogsslachtoffers staan, met daarboven de woorden 'Hier woonde'.

### Beeldende kunst
In Assen zijn er tal van kunstwerken geplaatst, zie:
- Lijst van beelden in Assen

### Musea
- Drents Museum
- Stoottroepenmuseum
- Bommel en Tom Poes museum Assen
- Draaiorgelmuseum (Assen) (1987-2008, opgeheven)
- DeFKa / Stedelijk Museum voor Hedendaagse Kunst (2009-2017, opgeheven)

### Evenementen
Enkele jaarlijks terugkerende evenementen in Assen zijn:
- Internationaal Filmfestival Assen
- TT Assen
- Bevrijdingsfestival Drenthe
- Asser Bluesdagen
- WK Superbike
- Art Explosion
- Preuvenement
- Kunst aan de Vaart
- Jack's Racing Day
- Truckstar Festival
- Nazomerkermis
- Dutch Open (darts)
- Pump up the 90s

## Winkels en markten

### Winkelen

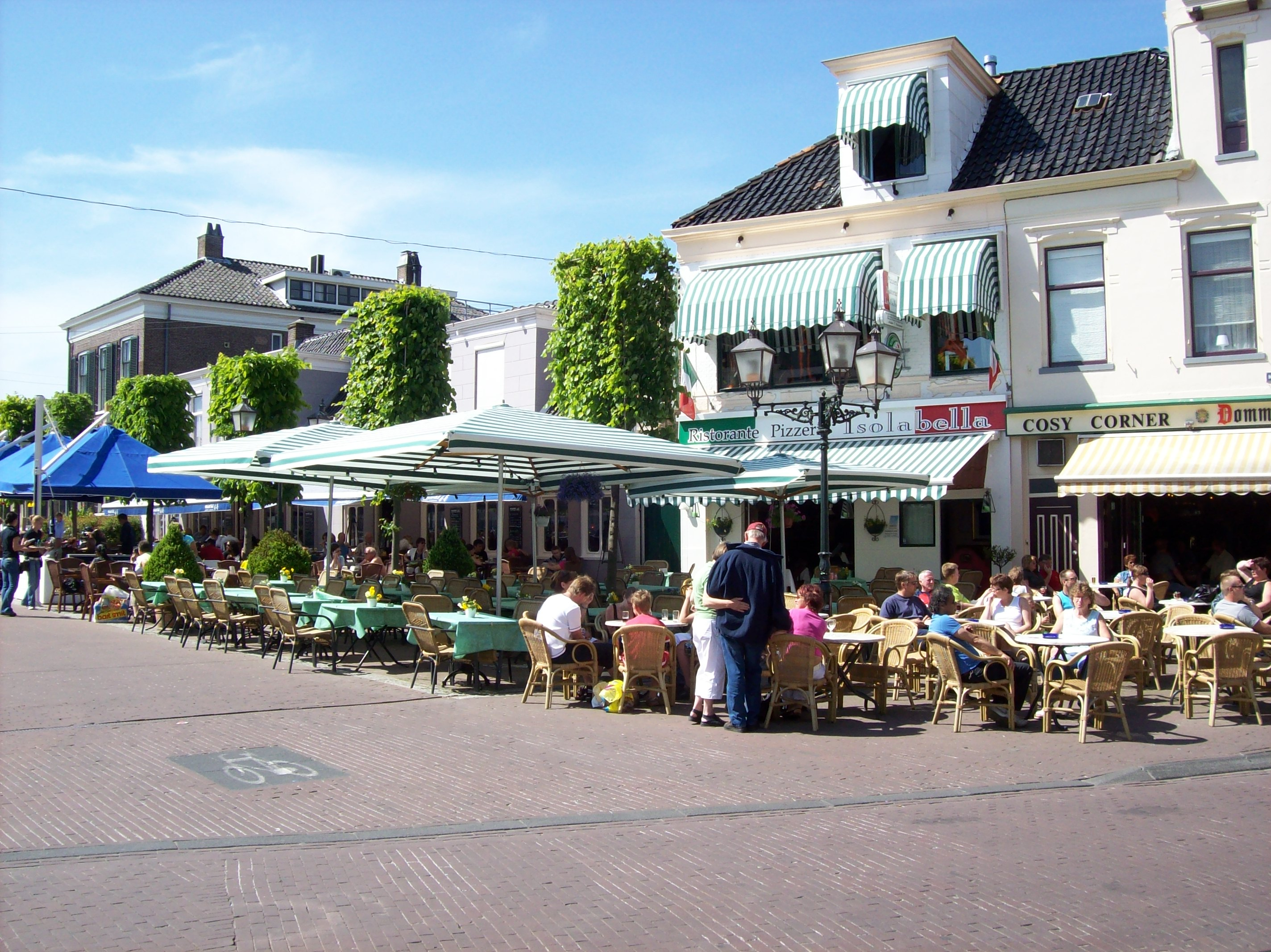
Centrum Assen

De hoofdmoot van het winkelaanbod in Assen bevindt zich in de historische binnenstad, met onder meer Warenhuis Vanderveen aan het Koopmansplein en het overdekte winkelcentrum de Triade. Verder zijn er diverse (overdekte) winkelcentra in de verschillende wijken van Assen. De koopavond is op vrijdagavond (behalve in wijk Kloosterveen, daar is deze op de donderdagavond) en op elke laatste zondag van de maand zijn er koopzondagen. In het noorden van de stad bevindt zich een woonboulevard.

### Winkelcentra
- De Triade
- Mercuriuscentrum
- Baggelhuizen
- Citadel
- Kloosterveste
- Nobellaan
- 't Forum
- Vredeveld
- Winkelrijk Marsdijk
- Woonboulevard Borgstee
- Peelo

### Markten
Op woensdag en zaterdag is er een warenmarkt vanaf de Nieuwehuizen/Noordersingel tot de Brink.

## Bereikbaarheid

### Waterwegen
De Drentsche Hoofdvaart werd in 1780 tot in Assen doorgetrokken en rond 1860 verbonden met het Noord-Willemskanaal naar Groningen. In de 20e eeuw werd besloten de vaart vanaf het centrum van Assen tot aan het Noord-Willemskanaal af te sluiten voor vaarverkeer. De kolk werd gedempt, hier kwam een parkeerplaats voor de bioscoop en theater de Kolk. In 2007 is begonnen met grootschalige werkzaamheden rond de Vaart, waarbij de Kolk in ere werd hersteld, dammen zijn weggegraven en bruggen gebouwd zodat vaarverkeer weer mogelijk is. Inmiddels is ook gestart met de voorbereidingen voor het weer bevaarbaar maken van Het Kanaal in het stadscentrum, waarbij naast bruggen ook sluizen gebouwd moeten worden.

### Autowegen
Assen ligt aan de A28 tussen Groningen en Utrecht. Via de N33 is het mogelijk om vlot naar Veendam, Delfzijl en de Eemshaven te reizen. Assen is het noordelijke eindpunt van de N371, die vanuit Meppel langs de Drentsche Hoofdvaart voert.

### Ringweg
De Ring Assen, Europaweg genaamd, in de bebouwde kom van Assen is een weg voor snelverkeer die de wijken van de stad verbindt. Het zuidoostelijke deel van deze ring, bekend als het vierde kwadrant, is sinds 1988 uit de plannen verdwenen aangezien de daar geplande woonwijk niet werd gebouwd. Het noord-zuid autoverkeer langs de oostelijke kant van Assen verloopt via de Industrieweg en Overcingellaan over de Blauwe Klap (brug) en door de Overcingeltunnel.

### Treinstation

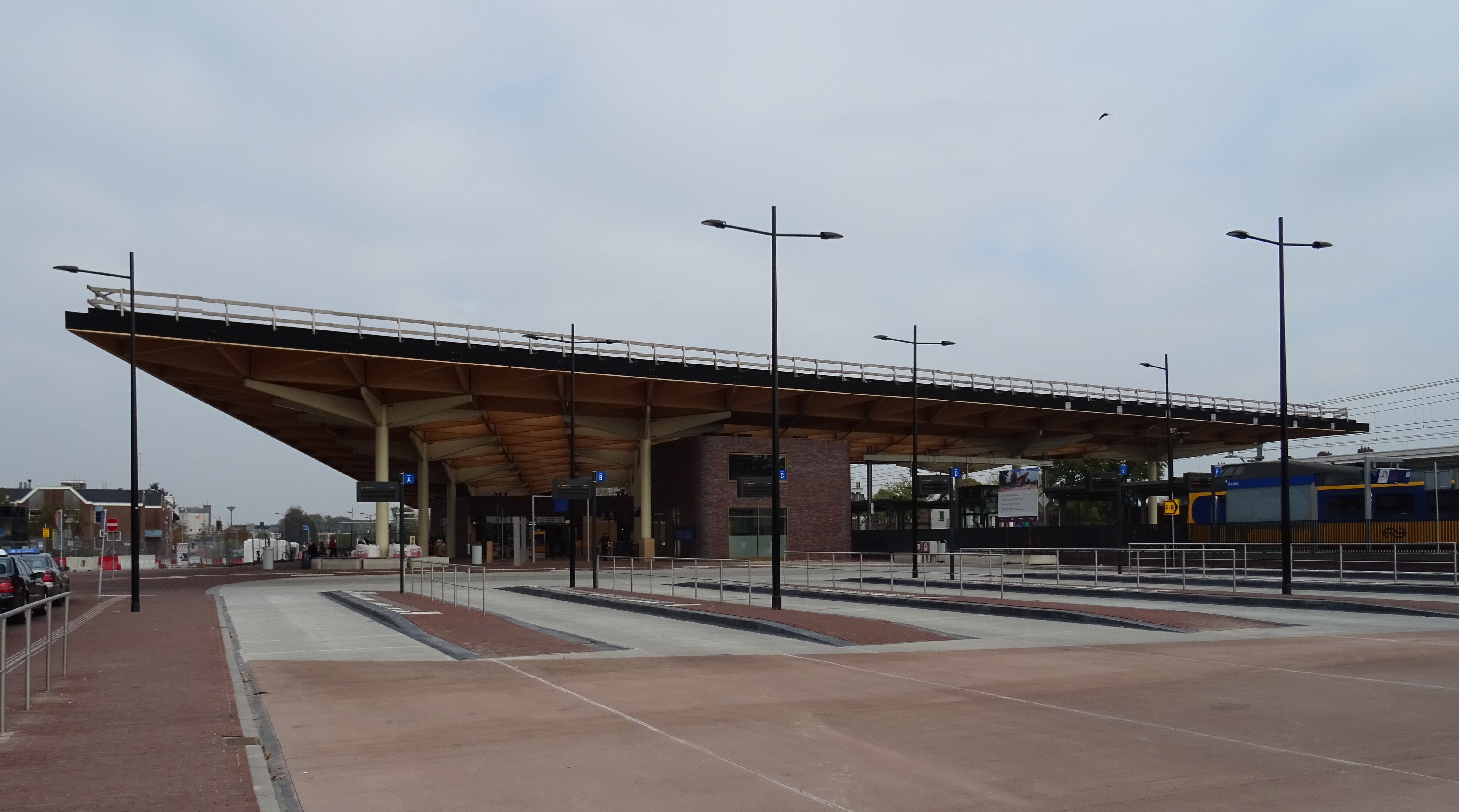
Station Assen

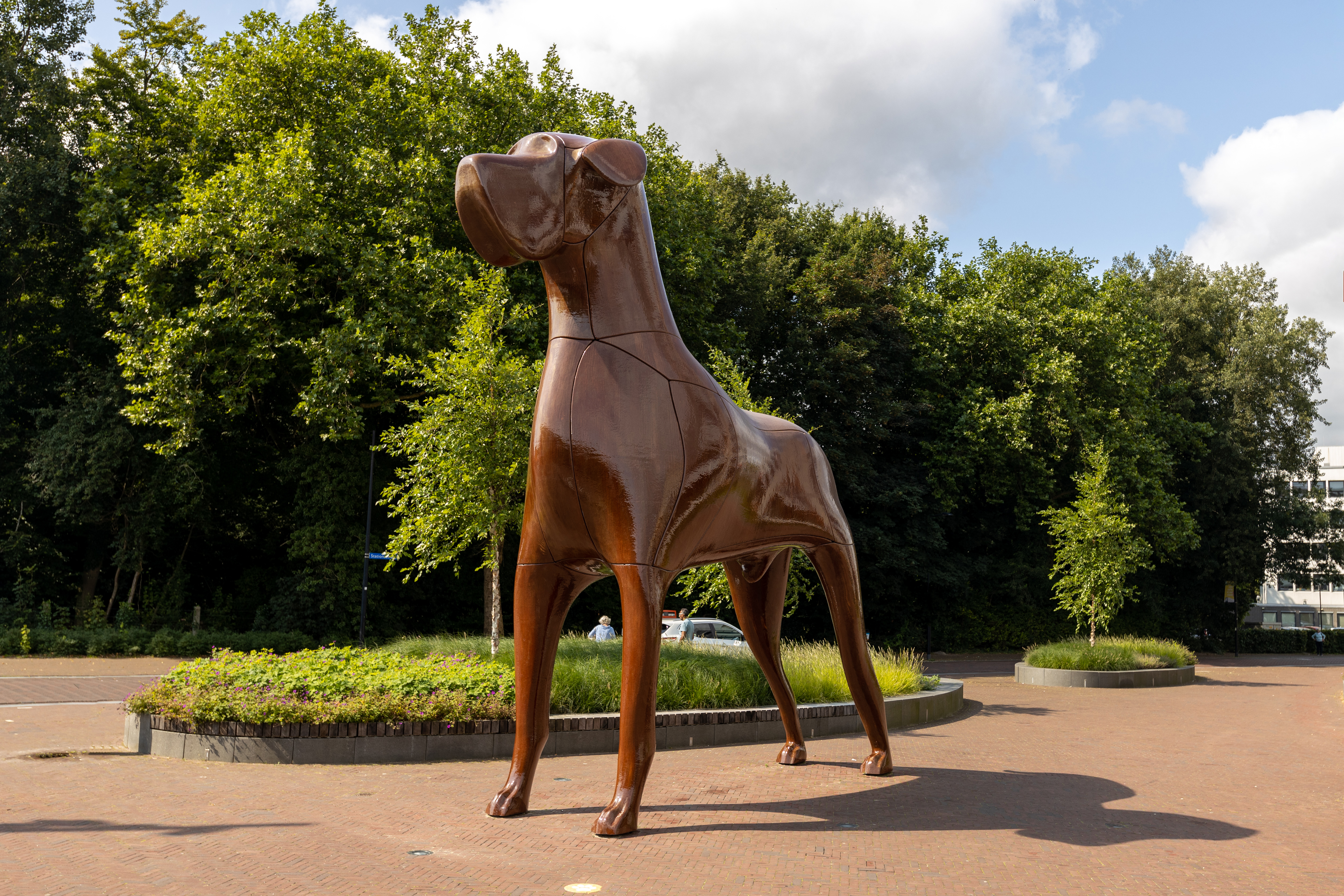
Stationshond Mannes in 2021

Sinds 1870 heeft Assen een station aan de spoorlijn van Zwolle naar Groningen, station Assen. Hiermee heeft Assen rechtstreekse treinverbindingen met Groningen, Zwolle, Utrecht Centraal en Den Haag Centraal. In 1988 is het in 1868 gebouwde stationsgebouw gesloopt. Daarvoor in de plaats kwam een nieuw gebouw dat in 1989 in gebruik genomen werd.
Het stationsgebied werd verbouwd als onderdeel van het plan de FlorijnAs. Een nieuw station was onderdeel van dit plan. Het station uit 1989 is afgebroken en er is een nieuw stationsgebouw geplaatst, met een ondergrondse fietsenstalling. Het nieuwe station is in 2018 in gebruik genomen.

### Stadsdienst
De stadsdienst van Assen bestaat uit een stadsbus (lijn 1) die wordt uitgevoerd door Qbuzz. In de wijken die niet bediend worden door de stadsbus rijdt de Cityline, die met twee buslijnen (lijnen 7 en 8) een aanvulling biedt op het openbaar vervoer. De stadsdienst wordt verzorgd door Qbuzz (lijn 1) en Connexxion Taxi Services (lijnen 7 en 8). Assen heeft al vanaf 1949 een stadsdienst, deze werd uitgevoerd door autobusbedrijf Harmanni. In 1986 werd de stadsdienst overgenomen door de DVM.

## Politiek en bestuur

### Gemeenteraad
| Partij                              | 1919 | 1923 | 1927 | 1931 | 1935 | 1939 | 1945 | 1946 | 1949 | 1953 | 1958 | 1982 | 1986 | 1990 | 1994 | 1998 | 2002 | 2006 | 2010 | 2014 | 2018 | 2022 |
| ----------------------------------- | ---- | ---- | ---- | ---- | ---- | ---- | ---- | ---- | ---- | ---- | ---- | ---- | ---- | ---- | ---- | ---- | ---- | ---- | ---- | ---- | ---- | ---- |
| Stadspartij PLOP                    | -    | -    | -    | -    | -    | -    | -    | -    | -    | -    | -    | -    | -    | -    | 5    | 8    | 6    | 4    | 4    | 4    | 4    | 5    |
| ChristenUnie1                       | -    | -    | -    | -    | -    | -    | -    | -    | -    | -    | -    | -    | -    | -    | 3    | 3    | 4    | 4    | 4    | 5    | 5    | 5    |
| ASSEN CENTRAAL                      | -    | -    | -    | -    | -    | -    | -    | -    | -    | -    | -    | -    | -    | -    | -    | -    | -    | -    | -    | -    | -    | 5    |
| PvdA                                | -    | -    | -    | -    | -    | -    | -    | 9    | 10   | 11   | 11   | 12   | 14   | 12   | 8    | 8    | 8    | 11   | 8    | 6    | 4    | 3    |
| VVD                                 | -    | -    | -    | -    | -    | -    | -    | 2    | 3    | 3    | 4    | 6    | 5    | 4    | 4    | 4    | 4    | 4    | 5    | 3    | 4    | 3    |
| GroenLinks                          | -    | -    | -    | -    | -    | -    | -    | -    | -    | -    | -    | -    | -    | 2    | 2    | 2    | 2    | 2    | 2    | 1    | 4    | 3    |
| D66                                 | -    | -    | -    | -    | -    | -    | -    | -    | -    | -    | -    | 1    | 1    | 3    | 3    | 1    | 1    | 1    | 4    | 5    | 3    | 3    |
| CDA                                 | -    | -    | -    | -    | -    | -    | -    | -    | -    | -    | -    | 6    | 6    | 6    | 5    | 4    | 5    | 4    | 4    | 4    | 3    | 2    |
| SP                                  | -    | -    | -    | -    | -    | -    | -    | -    | -    | -    | -    | -    | -    | -    | -    | 1    | 1    | 3    | 2    | 4    | 3    | 2    |
| 50PLUS                              | -    | -    | -    | -    | -    | -    | -    | -    | -    | -    | -    | -    | -    | -    | -    | -    | -    | -    | -    | -    | 3    | 2    |
| OpAssen                             | -    | -    | -    | -    | -    | -    | -    | -    | -    | -    | -    | -    | -    | -    | -    | -    | -    | -    | -    | 1    | -    | -    |
| Stadspartij                         | -    | -    | -    | -    | -    | -    | -    | -    | -    | -    | -    | -    | -    | -    | 1    | -    | -    | -    | -    | -    | -    | -    |
| GPV/RPF/SGP                         | -    | -    | -    | -    | -    | -    | -    | -    | -    | -    | -    | -    | -    | 2    | -    | -    | -    | -    | -    | -    | -    | -    |
| GPV                                 | -    | -    | -    | -    | -    | -    | -    | -    | 1    | -    | -    | 2    | 2    | -    | -    | -    | -    | -    | -    | -    | -    | -    |
| CPN/PSP/PPR                         | -    | -    | -    | -    | -    | -    | -    | -    | -    | -    | -    | -    | 1    | -    | -    | -    | -    | -    | -    | -    | -    | -    |
| PPR                                 | -    | -    | -    | -    | -    | -    | -    | -    | -    | -    | -    | 1    | -    | -    | -    | -    | -    | -    | -    | -    | -    | -    |
| CPN/PSP                             | -    | -    | -    | -    | -    | -    | -    | -    | -    | -    | -    | 1    | -    | -    | -    | -    | -    | -    | -    | -    | -    | -    |
| CPN                                 | -    | -    | -    | -    | 2    | 1    | 2    | 2    | -    | -    | -    | -    | -    | -    | -    | -    | -    | -    | -    | -    | -    | -    |
| SDAP                                | 5    | 5    | 6    | 5    | 5    | 5    | 5    | -    | -    | -    | -    | -    | -    | -    | -    | -    | -    | -    | -    | -    | -    | -    |
| VDB                                 | 4    | 5    | 4    | 4    | 3    | 4    | 4    | -    | -    | -    | -    | -    | -    | -    | -    | -    | -    | -    | -    | -    | -    | -    |
| ARP                                 | 2    | 3    | 4    | 4    | 3    | 3    | 3    | 4    | 4    | 3    | 3    | -    | -    | -    | -    | -    | -    | -    | -    | -    | -    | -    |
| CHU                                 | 1    | 1    | 1    | 2    | 2    | 2    | 2    | 2    | 2    | 2    | 2    | -    | -    | -    | -    | -    | -    | -    | -    | -    | -    | -    |
| Vrijheidsbond/Liberale Staatspartij | 1    | 2    | 1    | 1    | 2    | 2    | 2    | -    | -    | -    | -    | -    | -    | -    | -    | -    | -    | -    | -    | -    | -    | -    |
| Roomschen/RKSP/KVP                  | 1    | -    | -    | -    | -    | -    | 1    | -    | -    | 1    | 1    | -    | -    | -    | -    | -    | -    | -    | -    | -    | -    | -    |
| Groep Kiezers Loon                  | 1    | -    | -    | -    | -    | -    | -    | -    | -    | -    | -    | -    | -    | -    | -    | -    | -    | -    | -    | -    | -    | -    |
| Plattelanders                       | -    | 1    | -    | 1    | -    | -    | -    | -    | -    | -    | -    | -    | -    | -    | -    | -    | -    | -    | -    | -    | -    | -    |
| Totaal                              | 15   | 17   | 17   | 17   | 17   | 17   | 17   | 19   | 19   | 21   | 21   | 29   | 29   | 29   | 31   | 31   | 31   | 33   | 33   | 33   | 33   | 33   |

1 deed in 1994 en 1998 mee als combinatie GPV/RPF

### College van B&W

#### Coalitieperiode 2022-2026
De coalitie bestaat uit Stadspartij PLOP, ChristenUnie, ASSEN CENTRAAL, VVD en SP. Zie hieronder het college van burgemeester en wethouders.
| Naam               | Functie            | Partij           | Portefeuille |
| ------------------ | ------------------ | ---------------- | --- |
| Marco Out          | Burgemeester       | partijloos       | - Bestuurlijke coördinatie - Algemeen bestuurlijke en juridische aangelegenheden - Openbare orde en veiligheid - Brandweer / Veiligheidsregio / Politie - Wettelijke taken / burgerzaken - Ambassadeursfunctie / representatie - Dagelijks bestuur SNN - Communicatie - 5 mei en Sinterklaas (75 jaar bevrijding in 2020) - Internationale contacten - Handhaving (coördinerend) |
| Bert Jan ten Oever | Wethouder          | Stadspartij PLOP | - Economie en werkgelegenheid - Binnenstad - Stadsmarketing - Cultuur - Groen, grijs en afval - Milieu (RUD) - Wijkwethouder van Kloosterveen en de Lariks |
| Cor Staal          | Wethouder          | ChristenUnie     | - Wonen - Stadskwartier - Omgevingswet (Ruimtelijke ordening) - Participatie, meedoen, schuldhulpverlening en armoede - Inburgering - Bestuurlijke netwerken en lobby - Regio Groningen-Assen - Drenthe 4.0 - Wijkwethouder van Centrum en Peelo |
| Albert Smit        | Wethouder          | ASSEN CENTRAAL   | - Financiën - Vastgoed en Grondbedrijf - Sport - Uitbreiding Kloosterveen - Gezondheid (GGD), GGZ en Verslavingszorg - Wijkwethouder van Assen-Oost en de buitendorpen |
| Martin Rasker      | Wethouder          | VVD              | - Duurzaamheid en energietransitie - Wijken (coördinerend) - Digitalisering - Onderwijs en arbeidsmarkt - Verkeer en vervoer - Recreatie en toerisme - Evenementen - TRZ en TT - Rijksdiensten - Wijkwethouder van Assen-West en Marsdijk |
| Jan Broekema       | Wethouder          | SP               | - Zorg (WMO, Jeugd, BW/MO) - Welzijn - Jongeren - Diversiteit - Dierenwelzijn - Wijkgericht werken - Dienstverlening - Inwonersparticipatie - P&O - Wijkwethouder van Noorderpark en Pittelo |
| Theo Dijkstra      | Gemeentesecretaris |                  | |

### Kinderraad Assen
De gemeenteraad besloot in 2018 tot het instellen van een kinderraad met een kinderburgemeester voor Assen. De eerste kinderraad van Assen was in 2019 een feit. Op donderdag 3 september 2020 is de kinderraad 2020-2021 geïnstalleerd. In de kinderraad zitten 28 kinderraadsleden. Als kinderburgemeester 2020-2021 is gekozen Lorin Suliman en loco-kinderburgemeester is geworden Sophie Lynn Mentink.

### Partnersteden
Assen is een partnerstad van:
- Naledi (Zuid-Afrika)
- Poznań (Polen)

## Sport

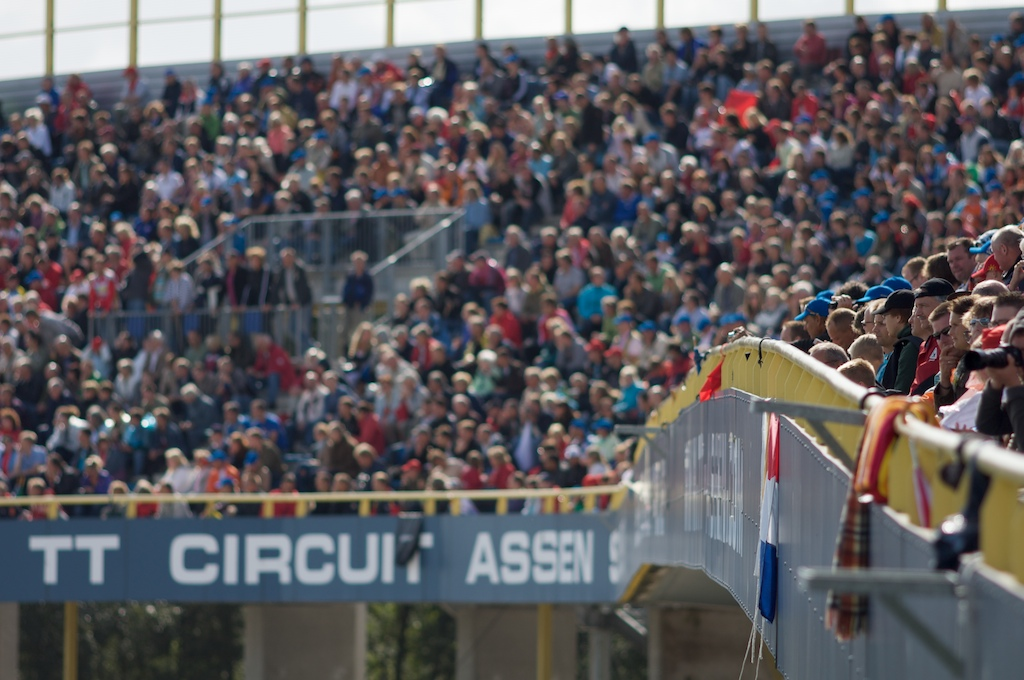
TT Circuit Assen

Het bekendste sportevenement van Assen is de TT, de sinds 1925 jaarlijkse motorrace op het TT-Circuit Assen. De TT hoort al sinds 1949 bij het Wereldkampioenschap motorsport. Het is tevens het grootste eendaagse sportevenement van Nederland. Traditioneel werd de motorrace altijd in het laatste weekend van juni verreden. Daaraan voorafgaand: het TT Festival (met van vrijdag op zaterdag de TT Nacht, waarin bezoekers uit de regio en uit allerlei landen de Asser binnenstad bezoeken). Met ingang van 2016 worden de races op de laatste zondag in juni verreden.
In 2015 vond er voor het eerst een wedstrijd van het Wereldkampioenschap motorcross plaats op het TT Circuit.
Een ander motorsportevenement in Assen was de internationale ijsspeedway, die in 1976 voor het eerst plaatsvond. Sinds 1994 organiseerde de Stichting IJsspeedway Assen (Motorclub Assen en Omstreken) jaarlijks in de maand maart een finaleronde voor het individuele wereldkampioenschap op de ijsbaan van De Bonte Wever, voorheen De Smelt. In maart 2016 is de ijsbaan gesloten.
In 2009 begon de Ronde van Spanje in Assen. Er werd op het TT-circuit een proloog verreden. Deze werd gewonnen door Fabian Cancellara. De start van de eerste etappe was ook in Assen. Deze etappe had de finish in Emmen.
Er zijn ook verschillende sportverenigingen actief in Assen. De gemeente telt een zevental voetbalclubs: Achilles 1894 (Marsdijk), Asser Boys (Assen-Oost), ACV (Omgeving Asserbos), FC Amboina (Pittelo), FC Assen (Kloosterveen), VV LEO (Loon/Marsdijk) en LTC (Pittelo). Daarnaast kent de gemeente met AVO (voortgekomen uit de fusie tussen ASKO en VDW-OLS) een van de grootste korfbalverenigingen van Noord-Nederland, drie volleybalverenigingen vv Peelermarke, Animo '68 en Sudosa-Desto), de hockeyvereniging HVA (Kloosterveen), budovereniging Asahi, basketbalvereniging Assist Assen, een roeiclub (ARC) en een honk- en softbal vereniging (The Pioneers)

## Aangrenzende gemeenten
| Aangrenzende gemeenten | Aangrenzende gemeenten | Aangrenzende gemeenten | Aangrenzende gemeenten | Aangrenzende gemeenten |
| ---------------------- | ---------------------- | ---------------------- | ---------------------- | ---------------------- |
| Noordenveld            |                        | Tynaarlo               |                        |                        |
|                        |                        |                        |                        |                        |
|                        | Aa en Hunze            |                        |                        |                        |
|                        |                        |                        |                        |                        |
|                        |                        | Midden-Drenthe         |                        |                        |